# 洛曼阿当
拿督洛曼阿当，马来西亚政治人物、巫统前最高理事。2021年7月15日，洛曼被控在前首相纳吉·阿都拉萨的一个马来西亚发展有限公司（1MDB）案中恐吓一名证人的藐视法庭罪名成立，判处1个月监禁。

## 争议

### 藐视法庭指控

#### 威胁一马公司案证人
2019年10月，时任总检察长汤米·汤姆斯起诉洛曼涉嫌在前首相纳吉·阿都拉萨的1MDB案审讯过程中恐吓出庭供证的第8名证人安哈里。总检察署指控，洛曼于该年9月25日两次有藐视法庭的举动，先是通过视频访问，直接和隐晦地恐吓安哈里，又针对安哈里的供词，向警方报案。
2020年1月14日，高庭驳回洛曼申请撤销汤米汤姆斯起诉他藐视法庭的准令。2021年1月14日，联邦法院驳回他的最后上诉，高庭法官科林劳伦斯裁定此案于1月27日过堂。
2021年7月15日，高庭宣判洛曼藐视法庭罪名成立，监禁1个月，洛曼申请暂缓执行判决请，以便向上诉庭提出上诉，获高庭批准。7月19日，洛曼的代表律师旺艾祖丁（Wan Aizuddin Wan Mohammed）向《Malay Mail》证实，其当事人已在案件判决当天，向上诉庭提出上诉。
2022年9月26日，案件主控官杜苏基副检察司说，控方要求判处洛曼监禁至少3个月，以显示其罪行的严重性，因为这是一宗涉及公共利益的案件。他说：“首先，这是一宗公共利益案件，干预司法是严重罪行。我们认为高庭所宣判的刑期并不足够。”“该些作出如此行为的人士料到应受到惩罚，所施予的刑罚能遏制他人作出相同行为。”
2022年10月26日，上诉庭三司一致驳回洛曼的上诉申请，维持高庭判处他藐视法庭罪名成立，坐牢一个月的判决。三司同时也驳回控方要求加长洛曼坐牢刑期，所提出的交互上诉。虽然被维持定罪，其代表律师沙菲宜阿都拉称洛曼仍可在第15届全国大选上阵。

#### 辱骂庭警愚蠢
2022年6月30日，洛曼在巫统主席阿末扎希涉及健康思维基金会47项控状的审讯期间，涉嫌辱骂庭警一巡伍长“愚蠢”（Stupid）并质疑法庭制度。该名庭警事发后告知一名高级助理主簿官，后者通知当日审讯的主控官拉惹罗仄拉副检察司，再由罗仄拉向法官科林劳伦斯转述此事。罗仄拉当日在庭上说，该庭警在扎希案审讯期间检查公众席时，要求一名人士停止玩手机，却遭到该名人士辱骂愚蠢，随后经确认就是洛曼。他也因此被指控藐视法庭。
2022年8月17日，高庭宣判，洛曼藐视法庭的罪名成立，但基于此前洛曼已向法庭致以无保留的歉意，法庭宽恕他藐视法庭的罪行，没有采取惩处行动，同时也警告他不可重犯。

### 发布诽谤首相依斯迈贴文被控
洛曼曾在面子书指责首相依斯迈沙比里与前首相马哈迪·莫哈末串谋，令第6任首相纳吉·阿都拉萨被定罪。2022年9月1日，他在吉隆坡地庭被控抵触1998年通讯与多媒体法令第233（1）条文；一旦罪成，将面对最高5万令吉的罚款，监禁不超过一年，或两者兼施的刑罚。
- 第一控状指洛曼于2022年8月20日晚上11时16分发布针对依斯迈的贴文，以及该贴文随后于同年8月24日早上8时15分，在武吉免登同善路的一栋公寓被读取。
- 第二控状指他于2022年8月22日晚上10时28分发布针对政府的贴文，以及相关贴文于同年8月23日早上11时30分在冼都路的一家餐馆被读取。

副检察司娜蒂雅莫哈末与依丝妮娜要求法庭谕令被告在每项控罪下，以1万令吉保外，并谕令被告不可在社交媒体评论此案。洛曼的代表律师鲁根依斯干达则要求法庭，让其当事人以每项控罪以2000令吉保外，因其当事人目前卖沙爹，没有固定收入，并且需抚养11名孩子。地庭法官诺哈丝妮雅过后谕令被告每项控罪以8000令吉保外，以及不可在社媒就此案发表评论。法庭择订此案于9月25日过堂。

### 依斯迈沙比里诽谤案
2022年9月8日，首相依斯迈沙比里通过Kesavan律师针对洛曼提起诉讼，指控其通过社交媒体账号发布诽谤性言论。9月12日，依斯迈取得高庭临时禁令，洛曼须立即撤除所有社交媒体上的诽谤视频。9月26日，该诉讼再获高庭发出临时禁令，法官阿末沙里尔批准临时禁令至11月29日双方面审讯。10月11日，洛曼对该案进行反起诉。
2023年3月6日，高庭择订从2024年1月29日起一连3天，审理该诽谤诉讼。

## 个人荣誉
- 彭亨：
  -  彭亨王冠拿督勋章（DIMP）—拿督（2015年）[35]